# هیستوری تودی
هیستوری تودی (انگلیسی: History Today) یک مجله تاریخی است که از ژانویه ۱۹۵۱ به صورت ماهنامه در لندن منتشر می‌شود و تاریخ معتبری را تا حد امکان به مخاطب ارائه می‌دهد.